# Varredura entrelaçada

Demonstração da técnica de varredura de vídeo em ação a 10Hz.

A varredura de vídeo, entrelaçamento de vídeo ou interlaced scan é uma técnica que consiste em gerar um campo de linhas ímpares e pares em uma tela, e intercalar cada linha com segmentos de vídeo (sendo então exibido metade do vídeo original). Troca-se então as linhas que contém o vídeo em grandes frequências, criando uma ilusão de ótica para o olho humano de que o vídeo está completo e com maior resolução, enquanto reduz para a metade da largura de banda necessária.

## Aplicação
Assim que é exibido imagens de vídeo, como cabo coaxial e RCA. Já no computador, normalmente não é usado esse tipo de imagem, pois no computador, como os dot pitch são muito inferiores ao da televisão, a imagem iria aparecer distorcida, além de o usuário conseguir ver as linhas pretas (sem imagem) com muita facilidade.
Quando as resoluções de um monitor são exageradamente grandes, o modo interlaçado é usado para se conseguir essas resoluções, mas na verdade, a imagem é produzida pela metade.
Ou seja, alguém usa uma resolução de 1240x1024. É para o processador de vídeo a mesma coisa que se (questão de processamento) a resolução de 1024x512.
Essa explicação é somente para modo interlaçado de modo de exibição de vídeo em televisores e monitores.
Não se refere a imagens GIF interlaçadas.

## Desentrelaçamento
Os painéis de plasma com iluminação alternada de superfície (ALiS) e os antigos monitores de CRT podem exibir vídeo entrelaçado diretamente, mas as telas e os aparelhos de TV modernos são principalmente baseados em tecnologia LCD, que usam principalmente varredura progressiva.
A exibição de um vídeo entrelaçado em um monitor com varredura progressiva requer um processo chamado de desentrelaçamento. Esta é uma técnica imperfeita, que geralmente diminui a resolução e causa vários artefatos - particularmente em áreas com objetos em movimento. Fornecer a melhor qualidade de imagem para sinais com varredura entrelaçada requer dispositivos e algoritmos custosos e complexos. Em monitores de televisão, os sistemas de desentrelaçamento são integrados em aparelhos de TV de varredura progressiva que aceitem sinais entrelaçados, tais como na recepção de sinais de TV em resolução padrão (SDTV).
A maioria dos monitores de computador modernos não suportam o vídeo entrelaçado, além de alguns modos antigos voltados apenas para exibição de texto. Assim, reproduzir o vídeo entrelaçado em uma tela de computador requer alguma forma de desentrelaçamento nos programas de reprodução, que muitas vezes usa métodos muito simples para fazer o desentrelaçamento. Isso significa que o vídeo entrelaçado geralmente possui artefatos visíveis em sistemas computadorizados. Alguns programas de computadores podem ser usados para editar o vídeo entrelaçado, mas a disparidade entre os sistemas de exibição de vídeo do computador e os formatos de sinal de televisão entrelaçados significa que o conteúdo do vídeo que está sendo editado não pode ser visualizado corretamente sem hardware de exibição de vídeo separado.
Os atuais aparelhos de televisão empregam um sistema de extrapolação inteligente da informação extra que estaria presente em um sinal progressivo seja obtida inteiramente a partir da original entrelaçado. Em teoria: isso deve ser simplesmente uma questão de aplicar-se os algoritmos apropriados ao sinal entrelaçado, pois todas as informações devem estar presentes nesse sinal. Na prática, os resultados são atualmente variáveis e dependem da qualidade do sinal de entrada e da quantidade de potência de processamento aplicada à conversão. O maior impedimento, no momento, são os artefatos que aparecem nos sinais entrelaçados de qualidade inferior (geralmente vídeos televisionados), pois estes não são consistentes campo a campo. Por outro lado, os sinais entrelaçados de alta taxa de bits, como obtidos em câmaras de vídeo HD operando em seu modo de taxa de mais alta resolução, funcionam bem.
Os algoritmos de desentrelaçamento armazenam temporariamente alguns quadros de imagens entrelaçadas e, em seguida, extrapolam dados a partir dos quadros para criar uma imagem lisa, sem cintilação. Este armazenamento e processamento de quadros resulta em um ligeiro atraso de exibição, que é visível em mostruários de lojas onde estejam localizados um grande número de diferentes modelos exibindo o mesmo sinal. Ao contrário do antigo sinal PAL/M não processado, as diferentes telas não apresentarão movimentos em sincronia perfeita. Alguns modelos aparentarão atualizar as imagens um pouco mais rápidos ou mais lentos que os demais. Da mesma forma, o áudio pode ter um efeito de eco devido a atrasos, por conta de tempo de processamento diferentes.